# Haradanahalli, Chamarajanagar
Haradanahalli là một làng thuộc tehsil Chamarajanagar, huyện Chamarajanagar, bang Karnataka, Ấn Độ.